# Lunaire
Lunaire fue el cuarto sencillo lanzado en 1983 por el grupo islandés Þeyr a través de la discográfica Gramm en formato vinilo de 7” y estaba integrado por 3 canciones.

La canción “Lunaire”, que le da nombre al disco, es sin lugar a dudas la más importante debido a que es considerada la canción con mayor orientación punk de Þeyr cargada de guitarras distorsionadas y sonidos bastante futurísticos.

## Lista de canciones
Lado A
1. Lunaire

Lado B
1. The walk
2. Positive Affirmations

## Músicos
- Vocalista: Magnús Guðmundsson.
- Guitarra: Guðlaugur Kristinn Óttarsson.
- Guitarra: Þorsteinn Magnússon.
- Bajo: Hilmar Örn Agnarsson.
- Batería: Sigtryggur Baldursson.